# 모로호시 스미레
모로호시 스미레(일본어: 諸星 すみれ もろほし すみれ[*],  1999년 4월 23일 ~ )는 일본의 성우이자 배우이다. 가나가와현 출신. 극단 히마와리 소속이다.

## 출연작

### 애니메이션

#### TVA
- 2006년
  - RED GARDEN - 캐리
- 2008년
  - 토모군 - 에스코
- 2009년
  - 강철의 연금술사 FULLMETAL ALCHEMIST - 니나 터커
  - 시카바네 히메 현 - 아타야
  - 엑스자무라이 - 소라
  - 쿠킹 아이돌 아이! 마이! 마인 - 유키노
- 2010년
  - HERO MAN - 베티
  - 레인보우 2사 6방의 7인 - 하나
  - 해파리 공주 - 클라라
  - 회장님은 메이드 사마! - 어린 아유자와 미사키
- 2011년
  - NO.6 - 리리
  - 스티치! - 릴로의 유년기, 릴로의 딸
  - 청의 엑소시스트 - 유이
- 2012년
  - 메탈 파이트 베이블레이드 ZERO-G - 마루
  - 아이카츠! - 호시미야 이치고, 페렛타
  - 오다 노부나의 야망 - 히미코
  - 오빠지만 사랑만 있으면 상관없잖아? - 타카노미야 아리사
  - 유희왕 ZEXAL - 도그
- 2013년
  - GJ부 - 아마츠카 세이라
  - 역시 내 청춘의 러브 코미디는 잘못됐다. - 츠루미 루미
- 2014년
  - GJ부@ - 아마츠카 세이라
  - 가이스트 크러셔 - 세리사
  - 도쿄 구울 - 후에구치 히나미
  - 드래곤 컬렉션 - 유나
  - 이능배틀은 일상계 속에서 - 타카나시 마이야
- 2015년
  - 도쿄 구울√A - 후에구치 히나미
  - 역시 내 청춘의 러브 코미디는 잘못됐다. 속 - 츠루미 루미
  - 쥬얼펫 매지컬 체인지 - 스미레
  - 창궁의 파프너 EXODUS - 히노 미와
  - 프리파라 - 우사쨔
  - 하이큐!! 세컨드 시즌 - 야치 히토카
- 2016년
  - Fate/kaleid liner 프리즈마☆이리야 3rei!! - 에리카 에인즈워스
  - 문호 스트레이독스 - 이즈미 쿄카
  - 아이카츠 스타즈! - 키사라기 츠바사, 호시미야 이치고
  - 페어리 테일 ZERO - 미코
  - 하이큐!! 카라스노 고교 VS 시라토리자와 학원 고교 - 야치 히토카
- 2017년
  - 가브릴 드롭아웃 - 텐마 하니엘 화이트
  - 마법사의 신부 - 스텔라 버그렘
  - 볼룸에 오신 것을 환영합니다 - 아카기 마코
  - 신격의 바하무트 VIRGIN SOUL - 니나 드랑고
  - 이누야시키 - 와타나베 시온
  - 이세계 식당 - 시아 골드
  - 핸드 셰이커 - 아쿠타가와 코요리
- 2018년
  - 도쿄 구울:re - 후에구치 히나미
  - 바이올렛 에버가든 - 앤 매그놀리아
  - 별 셋 컬러즈 - 여고생
  - 아이카츠 프렌즈! - 코코
  - 오소마츠상 2기 - 키쿠
  - 일곱 개의 대죄: 계명의 부활 - 게라드
  - 팝팀에픽 - 8화 A파트 포푸코
  - 포켓몬스터 썬&문 - 아세로라
- 2019년
  - 메이지 도쿄 연가 - 아야즈키 메이
  - 문호 스트레이독스 - 이즈미 쿄카
  - 베이블레이드 버스트 GT - 그윈 로니
  - 아이카츠 온 퍼레이드! - 호시미야 이치고, 키사라기 츠바사, 코코
  - 약속의 네버랜드 - 엠마
  - 위즈 W'z - 아쿠타가와 코요리
  - 호시아이의 하늘 - 타케노우치 안
- 2020년
  - BNA - 카게모리 미치루
  - 공각기동대 SAC 2045 - 유즈
  - 마기아 레코드 마법소녀 마도카☆마기카 외전 - 히이라기 네무
  - 사랑하는 소행성 - 나나미 유우
  - 예스터데이를 노래하며 - 에코다
  - 이케부쿠로 웨스트 게이트 파크 - 쿠 슌구이
  - 재채기 대마왕 2020 - 아쿠비
  - 프린세스 커넥트! Re:Dive - 미소기
  - 하이큐!! TO THE TOP - 야치 히토카
- 2021년
  - 마기아 레코드 마법소녀 마도카☆마기카 외전 2nd SEASON -각성 전야-, 마기아 레코드 마법소녀 마도카☆마기카 외전 Final SEASON -얕은 꿈의 새벽- - 히이라기 네무
  - 메가톤급 무사시 - 키리시마 준
  - 문호 스트레이독스 멍! - 이즈미 쿄카
  - 배틀 애슬리테스 대운동회 ReSTART! - 아케호시 카나타
  - 아이카츠 플래닛! - 브라이트 사파이어
  - 약속의 네버랜드 시즌 2 - 엠마
  - 루팡 3세 PART 6 - 릴리
- 2022년
  - ULTRAMAN 시즌 2 - 사야마 레나
  - 프린세스 커넥트! Re:Dive Season 2 - 미소기
  - 마기아 레코드 마법소녀 마도카☆마기카 외전 Final SEASON -얕은 꿈의 새벽- - 히이라기 네무

#### OVA
- 2009년
  - 파이널 판타지 7 어드벤트 칠드런 - 마린 월레스
- 2014년
  - 임종의 나라의 앨리스 - 시스템 보이스
- 2015년
  - 코드기아스 망국의 아키토 - 레일라 말칼(少)

#### 극장 애니메이션
- 2009년
  - 레이튼 교수와 영원의 가희 - 니나
  - 마이마이신코 이야기- 타미 쨩
  - 썸머 워즈 - 진노우치 마리
- 2010년
  - 창궁의 파프너 HEAVEN AND EARTH - 히노 미와
- 2011년
  - 어느 비행사에 대한 추억 - 파나 델 모랄(少)
- 2013년
  - 꼬마마녀 요요와 네네 - 요요
  - 신의 속도 게노세크트 뮤츠의 각성 - 아쿠아 게노세크트
- 2014년
  - 극장판 아이카츠! - 호시미야 이치고
- 2015년
  - 괴물의 아이 - 치코
  - 극장판 PSYCHO-PASS - 요
  - 극장판 메이지 도쿄 연가 - 아야즈키 메이
- 2016년
  - 극장판 아이카츠 스타즈! - 키사라기 츠바사
- 2017년
  - 극장판 Fate/kaleid liner 프리즈마☆이리야: 설하의 맹세 - 에리카 에인즈워스
- 2018년
  - 문호 스트레이독스 DEAD APPLE - 이즈미 쿄카
- 2019년
  - PSYCHO-PASS Sinners of the System Case.3 은원의 너머에 - 텐징 왕축
- 2020년
  - 굴뚝마을의 푸펠 - 레베카
  - 극장판 바이올렛 에버가든 - 데이지 매그놀리아
  - 사이다처럼 말이 톡톡 솟아올라 - 마리
- 2021년
  - 교향시편 유레카 세븐: 하이에볼루션 3 - 라 라 랜드
  - 극장판 미소녀 전사 세일러 문 Eternal - 파라파라
  - 사이다처럼 말이 톡톡 솟아올라 - 마리
  - 극장판 Fate/kaleid liner 프리즈마☆이리야 Licht 이름없는 소녀 - 에리카 에인즈워스
- 2024년
  - 극장판 하이큐!! 쓰레기장의 결전 - 야치 히토카

### 게임
- Caligula -칼리굴라- 2 - 아미키 사사라
- LayereD Stories 0 - 그레텔, 오우카
- 그랑블루 판타지 - 리루루, 니나 드랑고
- 동방 로스트워드 - 일부 캐릭터
- 로드오브히어로즈 - 뮤
- 리그 오브 레전드 - 조이
- 마기아 레코드 마법소녀 마도카☆마기카 외전 - 히이라기 네무, 토우카·네무 성야 Ver.
- 마법사와 검은 고양이 위즈 - 슈라
- 바이오하자드 7 레지던트 이블, 바이오하자드 빌리지 - 어린 이블린
- 방주지령 - 풍요의 신 프레이, 닉스
- 벽람항로 - 킴벌리
- 성검전설 3 TRIALS of MANA - 샤를로트
- 소녀전선 - P90, M870
- 아이카츠! - 호시미야 이치고
- 아이카츠! 포토 on 스테이지!! - 호시미야 이치고, 키사라기 츠바사
- 크라이스타 - 나나나
- 킹덤 하츠 Birth by Sleep - 카이리
- 토귀전 2 - 카구야
- 파이널 판타지 시리즈, 라이트닝 리턴즈 - 모그리
- 파이어 엠블렘 시리즈 - 치키
- 퍼즐앤드래곤 - 코튼, 미르, 류네, 실비
- 프린세스 커넥트! - 호다카 미소기
- 프린세스 커넥트! Re:Dive - 호다카 미소기
- 하얀고양이 프로젝트 - 코요미 홀리, 멜로디아
- 환영이문록 - 치키

### 외화
- 겨울왕국 - 안나(少)
- 라푼젤 - 라푼젤(少)
- 벤자민 버튼의 시간은 거꾸로 간다 - 데이지(少)
- 뽀롱뽀롱 뽀로로 - 뽀로로
- 사운드 오브 뮤직 - 마르타 (TV 도쿄판 한정)
- 자이언트 - 이미주(少)(박하영)
- 주먹왕 랄프 - 바넬로피 본 슈위츠
- 주먹왕 랄프 2: 인터넷 속으로 - 바넬로피 본 슈위츠
- 토이 스토리 3 - 보니 앤더슨
- 해리 포터와 죽음의 성물 - 페투니아 더즐리(少)

### 기타
- BNA 오프닝 "Ready to"
- 피자헛 X 아이카츠 오리지널 WEB 라디오 - 호시미야 이치고